# Ann C. Crispin
Ann Carol Crispin (geboren als Ann Carol Tickell am 5. April 1950 in Stamford, Connecticut; gestorben am 6. September 2013 in Waldorf, Maryland) war eine US-amerikanische Science-Fiction- und Fantasy-Autorin. Sie veröffentlichte über 20 Romane, meist unter dem Autorennamen A. C. Crispin.

## Leben
Ihre Eltern waren George Arthur Tickell und Eleanor Hope Hooker. Sie studierte an der University of Maryland, wo sie 1972 mit einem Bachelor in Englisch abschloss.
Ihren ersten Roman Yesterdays Son, ein Star-Trek-Tie-In, hatte sie in ihrer Freizeit geschrieben, als sie für das US-Zensus-Büro arbeitete. Der Roman erschien 1983 und Crispin wurde hauptberufliche Schriftstellerin, die sich auf Romanfassungen und Tie-Ins im Science-Fiction-Genre spezialisierte. Ihr erfolgreichstes Werk war die Romanfassung zur Miniserie V – Die außerirdischen Besucher kommen, die mit einer Auflage von über einer Million Exemplaren zum Bestseller wurde. Es folgten Romanfassungen und Tie-ins zu Alien, Star Wars (eine Han-Solo-Serie), weitere Star-Trek-Tie-ins, sowie der Starbridge-Romanzykus und zuletzt ein Tie-in zu Fluch der Karibik.
2013 wurde sie von der International Association of Media Tie-In Writers als Großmeisterin ausgezeichnet.
Crispin war Eastern Regional Director und auch Vizepräsidentin der Organisation Science Fiction and Fantasy Writers of America (SFWA). Zusammen mit der Autorin Victoria Strauss begründete 1998 und leitete fortan Writer Beware, eine Gruppe innerhalb der SFWA, die sich zum Ziel gesetzt hat, angehende Autoren vor betrügerischen Agenten und Verlegern zu warnen, ihnen gegebenenfalls beizustehen und die Preller und Betrüger des Literaturbetriebs vor Gericht zu bringen.
2004 wurde sie zusammen mit ihrem Mann, dem Science-Fiction-Autor Michael Capobianco, für besondere Verdienste um die SFWA ausgezeichnet. Capobianco gilt ebenfalls als Spezialist für Tie-ins (unter anderem zu Star Trek). Das Ehepaar hatte einen Sohn.
Anfang September 2013 gab Crispin bekannt, dass sie an Krebs erkrankt sei und dass sie nicht mehr lange zu leben habe. Nur drei Tage später starb sie im Alter von 63 Jahren an Blasenkrebs.

## Auszeichnungen
- 2004 SFWA Award in der Kategorie „Service to SFWA Award“, zusammen mit Michael Capobianco
- 2013 Grandmaster der International Association of Media Tie-In Writers

## Bibliografie

### Serien
Die Serien sind nach dem Erscheinungsjahr des ersten Teils geordnet.
Star Trek
The Yesterday Saga (Star Trek – The Original Series):
- 1 Yesterday’s Son (1983)
  - Deutsch: Sohn der Vergangenheit. Übersetzt von Andreas Brandhorst. In: Wolfgang Jeschke (Hrsg.): Star Trek Black Edition: Spock. Heyne SF & F #6452, 1987, ISBN 3-453-09541-3.
- 2 Time for Yesterday (1988)

Enterprise – Classic (Star Trek – The Original Series):
- 44 Time For Yesterday (1988)
  - Deutsch: Zeit für gestern. Übersetzt von Andreas Brandhorst. Heyne SF & F #4969, 1992, ISBN 3-453-06207-8.
- 78 Sarek (1994)
  - Deutsch: Sarek. Übersetzt von Bernhard Kempen. Heyne SF&F #5478, 1998, ISBN 3-453-13324-2.

Romane:
- The Eyes of the Beholders (Star Trek: The Next Generation Numbered #13, 1990)
  - Deutsch: Die Augen der Betrachter. Übersetzt von Andreas Brandhorst. Heyne SF & F #4914, 1992, ISBN 3-453-05837-2.
- Sand and Stars (Star Trek: The Original Series, 2004; mit Diane Duane)

Kurzgeschichten:
- Last Words (Star Trek: The Next Generation, in: Amazing Stories, Summer 1998)
- Just Another Little Training Cruise (Star Trek: The Original Series, 2000, in: Carol Greenburg (Hrsg.): Enterprise Logs)

V – the Visitors / V – die Außerirdischen
- 1 V (1984)
  - Deutsch: V – die ausserirdischen Besucher kommen. Übersetzt von Helga August. Goldmann #8612, München 1987, ISBN 3-442-08612-4.
- 2 East Coast Crisis (1984; mit Howard Weinstein)
  - Deutsch: Kampf um New York. Übersetzt von Andreas Brandhorst. Goldmann SF #23711, 1987, ISBN 3-442-23711-4.
- 10 Death Tide (1985; mit Deborah A. Marshall)
  - Deutsch: Die Todesflut. Übersetzt von Monika Paul. Goldmann SF #23629, 1990, ISBN 3-442-23629-0.
- V: The Original Miniseries (2008, Sammelausgabe)

Starbridge
- 1 Starbridge (1989)
- 2 Silent Dances (1990; mit Kathleen O’Malley)
- 3 Shadow World (1991; mit Jannean Elliott)
- 4 Serpent’s Gift (1992; mit Deborah A. Marshall)
- 5 Silent Songs (1994; mit Kathleen O’Malley)
- 6 Ancestor’s World (1996; mit T. Jackson King)
- 7 Voices of Chaos (1998; mit Ru Emerson)
- Twilight World (2013, Kurzgeschichte in: Bryan Thomas Schmidt (Hrsg.): Raygun Chronicles: Space Opera for a New Age)

Star Wars – The Han Solo Adventures
- 1 The Paradise Snare (1997)
  - Deutsch: Der Pilot. Übersetzt von Ralf Schmitz. Heyne Allgemeine Reihe #10214, 1999, ISBN 3-453-15251-4.
- 2 The Hutt Gambit (1997)
  - Deutsch: Der Gejagte. Übersetzt von Ralf Schmitz. Heyne Allgemeine Reihe #10215, 1999, ISBN 3-453-16086-X.
- 3 Rebel Dawn (1998)
  - Deutsch: Der König der Schmuggler. Übersetzt von Ralf Schmitz. Heyne Allgemeine Reihe #10216, 2000, ISBN 3-453-16087-8.

Sammelausgaben:
- The Han Solo Trilogy (Sammelausgabe von 1–3; 1998)
- The Han Solo Omnibus (2000)

### Romane
- Gryphon’s Eyrie (Witch World – High Hallack – The Gryphon Saga #3, 1984; mit Andre Norton)
  - Deutsch: Das Erbe der Hexenwelt. Übersetzt von Lore Straßl. Bastei Lübbe Fantasy #20088, 1986, ISBN 3-404-20088-8.
- Sylvester (1985)
  - Deutsch: Sylvester : Roman nach dem Drehbuch von Carol Sobieski. Übersetzt von Katharina Braun. Bastei-Verlag Lübbe (Bastei-Lübbe-Taschenbuch #57511), Bergisch Gladbach 1990, DNB 900684453.
- Songsmith (Witch World – High Hallack #6, 1992; mit Andre Norton)
- Alien: Resurrection (1997; mit Kathleen O’Malley (Hrsg.))
  - Deutsch: Alien – die Wiedergeburt. Nach dem Drehbuch von Joss Whedon. Übersetzt von Thomas Haag and Bärbel Deninger. Heyne Allgemeine Reihe #20011, 1997, ISBN 3-453-13893-7.
- Enter the Wolves (2001)
- Storms of Destiny (Exiles of Boq’urain #1, 2005)
- Pirates of the Caribbean: The Price of Freedom (2011)

### Kurzgeschichten
1986:
- The Amiable Assassin (Ithkar, 1986, in: Andre Norton und Robert Adams (Hrsg.): Magic in Ithkar 3)

1987:
- Bloodspell (1987, in: Andre Norton (Hrsg.): Tales of the Witch World)

1990:
- Heartspell (1990, in: Andre Norton (Hrsg.): Tales of the Witch World 3)

1991:
- Pure Silver (1991, in: Megan Miller, John Gregory Betancourt, Byron Preiss und David Keller (Hrsg.): The Ultimate Werewolf; mit Kathleen O’Malley)
  - Deutsch: Reines Silber. Übersetzt von Ellen Zirden. In: Byron Preiss (Hrsg.): Das Beste vom Werwolf. Bastei-Lübbe, 1993, ISBN 3-404-13484-2.

1995:
- Play It Again, Figrin D’an: The Tale of Muftak and Kabe (1995, in: Kevin J. Anderson (Hrsg.): Tales from the Mos Eisley Cantina)
  - Deutsch: Spiel’s noch einmal, Figrin D’an: Die Geschichte von Muftak und Kabe. Übersetzt von Thomas Ziegler. In: Kevin J. Anderson (Hrsg.): Sturm über Tatooine. Goldmann, ISBN 978-3-442-43599-9.
- Skin Deep: The Fat Dancer’s Tale (Star-Wars-Erzählung, 1995)
  - Deutsch: Unter die Haut: Die Geschichte der dicken Tänzerin. Übersetzt von Andreas Decker. In: Kevin J. Anderson (Hrsg.): Palast der dunklen Sonnen. Goldmann, 1997, ISBN 3-442-43777-6.

1997:
- Though Hell Should Bar the Way (1997, in: Jennifer Roberson (Hrsg.): Highwaymen: Robbers and Rogues; mit Christie Golden)

2008:
- Tornado Warning (2008, in: Richard Dean Starr (Hrsg.): Tales of Zorro; mit Kathleen O’Malley)